# Rogerella
Rogerella es una traza fósil pequeña de tipo bioerosiva con forma de bolsa, con una abertura en forma de hendidura, producida actualmente por percebes acrotorácicos. Los percebes son crustáceos sésiles que viven dentro del orificio, y desde el que sacan sus patas hacia arriba a través de la abertura para alimentarse por filtración.En el registro fósil se registran desde el Devónico hasta la actualidad, y se las halla en sustratos duros de carbonato de calcio (conchas y hardgrounds).